# 별명 붙은 여자
별명 붙은 여자는 1969년 공개된 대한민국의 영화이다.

## 배역
- 신성일
- 윤정희
- 여운계
- 유미
- 허장강
- 김희갑
- 어윤길

## 수상
- 제5회 백마상
  - 여우조연상 - 여운계